# Desktop color separation
Desktop Color Separation (DCS), also „Farbseparation am Arbeitsplatz“, ist ein Dateiformat zum Speichern von Farbbildern. Da es eine Erweiterung des EPS-Formats ist, taucht manchmal anstatt DCS-Format auch der Begriff EPS-5 auf. Das DCS-Format kann nur aus CMYK-Bildern erstellt werden. Die Farbkanäle werden beim Speichern getrennt gesichert. Eine sogenannte Masterdatei wird angelegt, die die Verweise auf die Farbdaten und z. B. Pfade und dergleichen enthält sowie die Bildschirmdarstellung. Auch können Rastereinstellungen und eine Druckkennlinie mitgespeichert werden. Beim Speichern wird der Farbauszug als Dateianhängsel an den Dateinamen gehängt (Name.C, Name.M usw.).
Der große Vorteil ist die Ausgabegeschwindigkeit. Da die einzelnen Farbdateien zum Ausgabegerät geschickt werden, wird nicht für jeden Farbauszug das gesamte Bild durchlaufen. Ein Nachteil ist, dass beim nicht separierten Drucken nur die enthaltene, eventuell grobpixelige, Bildschirmvorschau ausgegeben wird.
DCS 2 wurde um die Möglichkeit der Schmuckfarbensicherung erweitert.